# Eldonnia kayaensis
Genre
Synonymes
- Eldonia Tanasevitch, 1996 nec Walcott, 1911
- Tanasevitchina Koçak & Kemal, 2008

Espèce
Synonymes
- Centromerus kayaensis Paik, 1965
- Wubanoides onoi Saito, 1992

Eldonnia kayaensis, unique représentant du genre Eldonnia, est une espèce d'araignées aranéomorphes de la famille des Linyphiidae.

## Distribution
Cette espèce se rencontre au Japon, en Corée du Sud et en Russie dans le kraï du Primorie,.

## Étymologie
Son nom d'espèce, composé de kaya et du suffixe latin -ensis, « qui vit dans, qui habite », lui a été donné en référence au lieu de sa découverte, Kaya.

## Publications originales
- Paik, 1965 : Five new species of linyphiid spiders from Korea. Theses Collection of Kyungpook University, vol. 9, p. 23-32.
- Tanasevitch, 2008 : New records of linyphiid spiders from Russia, with taxonomic and nomenclatural notes (Aranei: Linyphiidae). Arthropoda Selecta, vol. 16, no 2, p. 115-135 (texte intégral).
- Tanasevitch, 1996 : Reassessment of the spider genus Wubanoides Eskov, 1986 (Arachnida: Araneae: Linyphiidae). Reichenbachia, vol. 31, p. 123-129.